# 서천군의 행정 구역
서천군의 행정 구역은 2읍, 11면, 172 법정리로 구성되어 있다. 서천군의 면적은 365km2서천군의 면적, 2011년 8월 23일 확인으로 충청남도의 4.148%를 차지하며, 인구는 2010년 12월 31일을 기준으로 26,753세대, 60,848명이다.

## 행정 구역
| \| 읍면동 \| 한자 \| 면적 \| 세대 \| 인구 \| \| ------ \| ------ \| ------ \| ------ \| ------ \| \| 장항읍 \| 長項邑 \| 18.81 \| 5,924 \| 13,919 \| \| 서천읍 \| 舒川邑 \| 27.75 \| 5,698 \| 14,396 \| \| 마서면 \| 馬西面 \| 38.15 \| 2,825 \| 6,300 \| \| 화양면 \| 華陽面 \| 31.58 \| 1,357 \| 2,830 \| \| 기산면 \| 麒山面 \| 20.98 \| 979 \| 2,028 \| \| 한산면 \| 韓山面 \| 25.02 \| 1,534 \| 3,163 \| \| 마산면 \| 馬山面 \| 26.36 \| 802 \| 1,660 \| \| 시초면 \| 時草面 \| 18.39 \| 726 \| 1,434 \| \| 문산면 \| 文山面 \| 28.19 \| 731 \| 1,471 \| \| 판교면 \| 板橋面 \| 40.03 \| 1,214 \| 2,435 \| \| 종천면 \| 鍾川面 \| 26.06 \| 1,107 \| 2,436 \| \| 비인면 \| 庇仁面 \| 31.33 \| 1,688 \| 3,644 \| \| 서면 \| 西面 \| 32.35 \| 2,168 \| 5,132 \| \| 서천군 \| 舒川郡 \| 358.00 \| 26,753 \| 60,848 \| |        |        |        |        |
| 읍면동 | 한자   | 면적   | 세대   | 인구   |
| 장항읍 | 長項邑 | 18.81  | 5,924  | 13,919 |
| 서천읍 | 舒川邑 | 27.75  | 5,698  | 14,396 |
| 마서면 | 馬西面 | 38.15  | 2,825  | 6,300  |
| 화양면 | 華陽面 | 31.58  | 1,357  | 2,830  |
| 기산면 | 麒山面 | 20.98  | 979    | 2,028  |
| 한산면 | 韓山面 | 25.02  | 1,534  | 3,163  |
| 마산면 | 馬山面 | 26.36  | 802    | 1,660  |
| 시초면 | 時草面 | 18.39  | 726    | 1,434  |
| 문산면 | 文山面 | 28.19  | 731    | 1,471  |
| 판교면 | 板橋面 | 40.03  | 1,214  | 2,435  |
| 종천면 | 鍾川面 | 26.06  | 1,107  | 2,436  |
| 비인면 | 庇仁面 | 31.33  | 1,688  | 3,644  |
| 서면 | 西面   | 32.35  | 2,168  | 5,132  |
| 서천군 | 舒川郡 | 358.00 | 26,753 | 60,848 |

## 법정리
| 읍·면  | 법정리 |
| ------ | --- |
| 장항읍 | 창선1리(昌善1里), 창선2리(昌善2里), 성주리(聖住里), 신창리(新昌里), 장암리(長岩里), 화천리(和泉里), 송림리(松林里), 옥남리(玉南里), 옥산리(玉山里), 원수리(元水里) |
| 서천읍 | 군사리(郡司里), 사곡리(寺谷里), 오석리(烏石里), 화성리(花城里), 태월리(台月里), 둔덕리(屯德里), 동산리(同山里), 삼산리(三山里), 신송리(新松里), 화금리(花衿里), 구암리(九岩里), 두왕리(斗旺里), 남산리(南山里) |
| 마서면 | 계동리(桂東里), 봉남리(烽南里), 옥산리(玉山里), 한성리(漢城里), 송석리(松石里), 죽산리(竹山里), 월포리(月浦里), 남전리(南田里), 옥북리(玉北里), 덕암리(德岩里), 송내리(松內里), 장선리(長善里), 도삼리(道三里), 신포리(新浦里), 산내리(山內里), 당선리(堂仙里), 어리(於里)                                                                     |
| 화양면 | 옥포리(玉浦里), 보현리(保縣里), 와초리(瓦草里), 완포리(完浦里), 화촌리(花村里), 죽산리(竹山里), 월산리(月山里), 남성리(南星里), 대등리(大等里), 활동리(活洞里), 대하리(大下里), 기복리(箕福里), 추동리(楸洞里), 금당리(琴堂里), 창외리(昌外里), 고마리(叩馬里), 장상리(長上里), 망월리(望月里), 봉명리(鳳鳴里)                                 |
| 기산면 | 화산리(華山里), 신산리(辛山里), 내동리(內東里), 두남리(斗南里), 두북리(斗北里), 원길리(院吉里), 산정리(山亭里), 막동리(幕洞里), 월기리(月岐里), 가공리(加公里), 영모리(永慕里), 광암리(光岩里), 황사리(黃寺里) |
| 한산면 | 지현리(芝峴里), 동산리(童山里), 성외리(城外里), 호암리(虎岩里), 죽촌리(竹村里), 종지리(種芝里), 송곡리(松谷里), 축동리(杻東里), 송산리(松山里), 원산리(院山里), 여사리(餘士里), 나교리(羅橋里), 동지리(冬至里), 단상리(丹上里), 단하리(丹下里), 마양리(馬楊里), 온동리(溫洞里), 연봉리(蓮峰里), 용산리(龍山里), 신성리(新城里), 구동리(九洞里) |
| 마산면 | 안당리(安堂里), 소야리(所也里), 신장리(新場里), 지산리(芝山里), 가양리(嘉陽里), 요곡리(堯谷里), 관포리(冠浦里), 신봉리(新鳳里), 삼월리(三月里), 군간리(軍干里), 시선리(時仙里), 벽오리(碧梧里), 마명리(馬鳴里), 이사리(梨寺里), 나궁리(羅弓里), 송림리(松林里)                                                                                 |
| 시초면 | 초현리(草峴里), 선동리(仙東里), 선암리(仙岩里), 신흥리(新興里), 용곡리(龍谷里), 신곡리(新谷里), 태성리(台城里), 봉선리(鳳仙里), 풍정리(豊亭里), 후암리(厚岩里) |
| 문산면 | 신농리(新農里), 문장리(文章里), 북산리(北山里), 금복리(金福里), 수암리(水岩里), 지원리(支院里), 구동리(九洞里), 은곡리(恩谷里) |
| 판교면 | 판교리(板橋里), 마대리(馬垈里), 심동리(深洞里), 상좌리(上佐里), 우라리(右羅里), 문곡리(文谷里), 후동리(後洞里), 만덕리(萬德里), 현암리(玄岩里), 저산리(苧山里), 수성리(水城里), 복대리(卜大里), 흥림리(興林里), 등고리(登古里), 금덕리(金德里)                                                                                                 |
| 종천면 | 신검리(新檢里), 랑평리(朗坪里), 종천리(鍾川里), 당정리(堂丁里), 장구리(長久里), 화산리(花山里), 산천리(山川里), 도만리(都萬里), 석촌리(席村里), 지석리(支石里) |
| 비인면 | 성내리(城內里), 성북리(城北里), 선도리(船島里), 칠지리(漆枝里), 구복리(九福里), 남당리(南塘里), 율리(栗里), 성산리(城山里), 관리(冠里), 다사리(多沙里), 장포리(長浦里) |
| 서면   | 개야리(介也里), 마량리(馬梁里), 월리(月里), 부사리(扶士里), 원두리(元頭里), 신합리(新蛤里), 월호리(月湖里), 도둔리(都屯里), 주항리(酒缸里) |

## 역사
- 서천: 백제 설림군(舌林郡) → 신라 경덕왕 15년 서림군(西林郡) → 조선 태종 13년 서천군(舒川郡)
- 한산: 백제 마산현(馬山縣) → 고려 초 한산현(韓山縣) → 조선 태종 13년 한산군(韓山郡)
- 비인: 백제 비중현(比衆縣) → 신라 경덕왕 15년 비인현(庇仁縣) → 조선 고종 32년 비인군(庇仁郡)
- 1895년 6월 23일(음력 윤5월 1일) 홍주부 서천군으로 개편하였다.
- 1896년 8월 4일 충청남도 서천군으로 개편하였다.
- 1914년 4월 1일 서천군, 한산군, 비인군을 서천군으로 통폐합하였다.[2]

| 조선총독부령 제111호 |                                                |             |
| 구 행정구역          | 구 행정구역                                    | 신 행정구역 |
| 서천군               | 개곡면(開谷面), 판산면(板山面), 장항면(獐項面) | 남양면 일원 |
| 서천군               | 남부면(南部面), 서부면(西部面)                 | 서남면 일원 |
| 서천군               | 마길면(馬吉面), 동부면(東部面)                 | 마동면 일원 |
| 서천군               | 두산면(豆山面), 문장면(文章面)                 | 문산면 일원 |
| 서천군               | 시왕면(時旺面), 초처면(草處面)                 | 시초면 일원 |
| 한산군               | 북부면(北部面), 동상면(東上面)                 | 한산면 일원 |
| 한산군               | 서상면(西上面), 서하면(西下面)                 | 기산면 일원 |
| 한산군               | 상북면(上北面), 하북면(下北面)                 | 마산면 일원 |
| 한산군               | 남상면(南上面), 남하면(南下面), 동하면(東下面) | 화양면 일원 |
| 비인군               | 군내면(郡內面), 북면(北面)                     | 비인면 일원 |
| 비인군               | 일방면(一方面), 이방면(二方面)                 | 종천면 일원 |
| 비인군               | 동면(東面)                                     | 동면 일원   |
| 비인군               | 서면(西面)                                     | 서면 일원   |
| 통폐합 전 | 통폐합 후 (서천군) | 통폐합 후 (서천군)                                                                             |
| 구 행정구역 | 신 행정구역        | 신 행정구역                                                                                    |
| --- | ------------------ | ---------------------------------------------------------------------------------------------- |
| 서천군 개곡면(開谷面) | 남양면             | 군사리, 사곡리, 화금리                                                                         |
| 서천군 판산면(板山面) | 남양면             | 동산리, 두왕리, 둔덕리, 삼산리, 태월리                                                         |
| 서천군 장항면(獐項面) | 남양면             | 구암리, 신송리, 오석리, 화성리                                                                 |
| 서천군 남부면(南部面) 합전리 일부/남산리 일부/백사리, 율리/비두리 일부/합전리 일부, 계산리/가정리/비두리 일부/봉근리 일부/(마길면) 구절리 일부, 분절리/역리 일부/남산리 일부/비두리 일부, 장암리/항리 | 서남면             | 남전리, 옥남리, 옥동리, 옥북리, 장항리(長項里)                                                 |
| 서천군 서부면(西部面) 계룡리 일부/동죽리 일부/(동부면) 어리 일부, 남산리/봉하리 일부/계룡리 일부/동죽리 일부/화동 일부/(개곡면) 신리 일부/동변리 일부/상누리 일부, 중리/신산리 일부/봉하리 일부/화동 일부/남산리 일부, 노항리/와석리/동지리/송내리 일부/한성리 일부/죽산리 일부, 북옥리/옥산리/성북리 일부, 금포리/월산리 일부, 산소리/죽산리 일부/월산리 일부, 마동/봉촌/한성리 일부/송내리 일부/성북리 일부                                                         | 서남면             | 계동리, 남산리, 봉남리, 송석리, 옥산리, 월포리, 죽산리, 한성리                                 |
| 서천군 동부면(東部面) 동고리/삼연리/홍덕리/백암리 일부/(마길면) 송내리 일부/구절리 일부/(남부면) 봉근리 일부, 도삼리/대한리/신기리/모군리 일부/(마길면) 신리 일부/쌍련리 일부/(한산군 남상면) 선소리 일부/신아리 일부, 원내리 일부/산북리 일부/죽림리 일부/장선리 일부/(판산면) 고산리 일부/(한산군 서하면) 월포리 일부, 신리/은포리/산북리 일부, 어리/(남부면) 역리 일부/(서부면) 동죽리 일부, 중리 일부/장선리 일부/죽림리 일부/백암리 일부/산북리 일부/원내리 일부 | 마동면             | 덕암리, 도삼리, 산내리, 신포리, 어리, 장선리                                                   |
| 서천군 마길면(馬吉面) 당산리/쌍련리 일부/신리 일부, 성재동/원두리/모련리/횡산리 일부, 효실리/송내리 일부/구절리 일부/횡산리 일부, 수여리/용당리/굴항리/원모리/위포리 | 마동면             | 당선리, 산서리(山西里), 송내리, 수동리(水東里)                                                 |
| 서천군 두산면(豆山面) | 문산면             | 구동리, 금복리, 수암리, 신농리, 은곡리, 지원리                                                 |
| 서천군 문장면(文章面) | 문산면             | 금덕리, 등고리, 문장리, 북산리                                                                 |
| 서천군 문장면(文章面) | 시초면             | 선동리, 선암리                                                                                 |
| 서천군 시왕면(時旺面) | 시초면             | 봉선리, 태성리, 풍정리, 후암리                                                                 |
| 서천군 초처면(草處面) | 시초면             | 용곡리, 신곡리, 신흥리, 초현리                                                                 |
| 비인군 군내면(郡內面) | 비인면             | 선도리, 성내리, 성북리, 칠지리                                                                 |
| 비인군 북면(北面) | 비인면             | 구복리, 남당리, 성산리, 율리                                                                   |
| 비인군 일방면(一方面) | 비인면             | 관리, 다사리, 장포리                                                                           |
| 비인군 일방면(一方面) | 종천면             | 당정리, 랑평리, 신검리, 장구리, 종천리                                                         |
| 비인군 이방면(二方面) | 종천면             | 도만리, 산천리, 석촌리, 지석리, 화산리, 흥림리                                                 |
| 비인군 동면(東面) | 동면               | 마대리, 만덕리, 문곡리, 복대리, 상좌리, 수성리, 심동리, 우라리, 저산리, 판교리, 현암리, 후동리 |
| 비인군 서면(西面) | 서면               | 개야리, 부사리, 원두리, 월호리, 주항리, 월리, 신합리, 마량리, 도둔리                           |
| 한산군 북부면(北部面) | 한산면             | 동산리, 성외리, 신성리, 연봉리, 온동리, 용산리, 종지리, 죽촌리, 지현리, 호암리                 |
| 한산군 동상면(東上面) | 한산면             | 단상리, 단하리, 동지리, 나교리, 마양리, 송곡리, 송림리, 송산리, 여사리, 원산리, 축동리         |
| 한산군 동하면(東下面) | 화양면             | 구동리, 남성리, 대등리, 대하리, 월산리, 죽산리, 화촌리                                         |
| 한산군 남상면(南上面) | 화양면             | 고마리, 금당리, 망월리, 봉명리, 장상리, 창외리                                                 |
| 한산군 남하면(南下面) | 화양면             | 기복리, 보현리, 옥포리, 와초리, 완포리, 추동리, 활동리                                         |
| 한산군 서상면(西上面) | 기산면             | 가공리, 막동리, 월기리, 이사리, 화산리                                                         |
| 한산군 서하면(西下面) | 기산면             | 광암리, 내동리, 두남리, 두북리, 산정리, 신산리, 영모리, 원길리, 황사리                         |
| 한산군 상북면(上北面) | 마산면             | 관포리, 군간리, 나궁리, 벽오리, 삼월리, 소야리, 시선리, 신봉리, 지산리                         |
| 한산군 하북면(下北面) | 마산면             | 신장리, 안당리, 마명리, 가양리, 요곡리                                                         |
- 1917년 10월 1일 남양면을 서천면으로 개칭하였다.[3]
- 1931년 6월 1일: 서남면 장항리의 일부를 마동면에 편입해 마동면 장항리로 하고 기존 서남면 장항리는 항리로 개칭하였다.[4]
- 1938년 10월 1일 서남면, 마동면을 장항읍, 마서면으로 개편하였다.[5][6]

| 부령 제197호                                                                          |             |
| 구 행정구역                                                                           | 신 행정구역 |
| 서남면 옥남리, 옥동리, 항리                                                           | 장항읍 일원 |
| 마동면 장항리, 산서리, 수동리                                                         | 장항읍 일원 |
| 서남면 계동리, 남산리, 남전리, 봉남리, 송석리, 옥산리, 옥북리, 월포리, 죽산리, 한성리 | 마서면 일원 |
| 마동면 당선리, 덕암리, 도삼리, 산내리, 송내리, 신포리, 어리, 장선리                   | 마서면 일원 |
- 1939년 9월 1일: 장항읍의 동리명을 개편하였다.[7]

| 도 고시 제85호 |                            |                        |
| 구 명칭        | 신 명칭                    | 현재                   |
| 수동리         | 수동정                     | 원수리                 |
| 항리           | 송빈정                     | 송림리                 |
| 옥남리         | 옥남정                     | 옥남리                 |
| 옥동리         | 옥동정                     | 옥산리                 |
| 산서리         | 영락정·본정1정목·본정2정목 | 성주리·창선1리·창선2리 |
| 장항리         | 화천정·항정·황금정         | 화천리·신창리·장암리   |
- 1942년 10월 1일 동면이 판교면으로 개칭되었다.[8]
- 1973년 7월 1일 마서면 남산리가 서천면에, 화양면 구동리가 한산면에, 기산면 이사리와 한산면 송림리가 마산면에, 종천면 흥림리가 판교면에 편입되었다.[9]

| 대통령령 제6542호 |             |
| 구 행정구역       | 신 행정구역 |
| 마서면 남산리     | 서천면 일부 |
| 화양면 구동리     | 한산면 일부 |
| 기산면 이사리     | 마산면 일부 |
| 한산면 송림리     | 마산면 일부 |
| 종천면 흥림리     | 판교면 일부 |
- 1979년 5월 1일 서천면이 서천읍으로 승격하였다.[10]
- 1983년 2월 15일 문산면 금덕리·등고리가 판교면으로 편입되었다.[11]

| 부령 제197호          |             |
| 구 행정구역           | 신 행정구역 |
| 문산면 금덕리, 등고리 | 판교면 일부 |